# Identificador único
Con referencia a un conjunto dado (posiblemente implícita) de los objetos, un identificador único (UID) es cualquier identificador que se garantiza que sea único entre todos los identificadores utilizados para esos objetos y para un propósito específico. Hay tres tipos principales de identificadores únicos, cada uno correspondiente a una estrategia de generación diferente:
- número de series, asignados de forma incremental o secuencial
- números aleatorios, seleccionados de un espacio número mucho mayor que el máximo (o esperado) número de objetos a ser identificados. Aunque no es realmente único, algunos identificadores de este tipo pueden ser apropiados para la identificación de objetos en muchas aplicaciones prácticas y son, con abuso de lenguaje, todavía se conoce como "única"
- nombres o códigos asignados por elección, que se ven obligados a ser único, manteniendo un registro central como el CPE Servicios de Información.

Los métodos anteriores se pueden combinar, de forma jerárquica o por separado, para crear otros esquemas de generación que garantizan la singularidad.
En muchos casos, un solo objeto puede tener más de un identificador único, cada uno de los cuales identifica para un propósito diferente.
En Base de datos relacionales, ciertos atributos de una entidad que sirven como identificadores únicos se llaman claves primarias.

## Ejemplos
- Número de identificación nacional
- Código electrónico de producto (EPC)
- Stock-keeping unit (SKU)
- Número de pieza
- Identificador único universal
- Esquema de numeración
- Seguimiento y localización.
- Número de tarjeta bancaria

### Número de identificación nacional
El Número de Identificación Nacional es usado por el gobierno de muchos países como un medio para el seguimiento de sus ciudadanos, residentes permanentes, y residentes temporales para propósitos de trabajo, impuestos, los beneficios del gobierno, asistencia sanitaria, y otras funciones relacionadas con la gobernabilidad.

#### Aadhaar, el UID de India
Aadhaar es un número de Identificación Nacional de 12 dígitos asignado a los residentes de la India para toda la vida. Su formato es 1234-5678-9012, donde se utilizan los 11-dígitos que un número de secuencia y el extremo derecho de 1 dígito como la detección de errores de dígitos de suma de verificación. Aadhaar Number (AN) no es una prueba de ciudadanía. Lo único que garantiza es la identidad; no los derechos, beneficios o derechos. La Autoridad de identificación Única de la India (UIDAI), una agencia del gobierno, es el Registrador de Identidades. Se estableció en enero de 2009 y comenzó la asignación de una a partir de septiembre de 2010.
AA partir de abril de 2015, 814 495 057 AN han sido asignados. En julio de 2014, esta cifra fue de 641,932,798. En septiembre de 2013, que era 416,992,803.
Aadhaar es una identidad digital, inmediatamente verificable en línea en el punto de servicio (POS), en cualquier momento, de una manera sin papel. El gobierno espera que permitirá a las personas menos favorecidas para acceder a las prestaciones de seguridad social, que se les ha privado hasta el momento debido a la falta de identidad propia.

### Química
- Nomenclatura química
- Número de registro CAS

### Informática
- Identificador único de organización
- Identificador único global
- Identificador único universal
- Correlación de identidad
- World Wide Port Name
- Dirección MAC

### Economía
- Sistema armonizado

### Arquitectura de Internet y las normas
- Request for Comments (RFC)
- Estándar de Internet (STD)
- La mejor práctica actual (BCP)
- For Your Information (FYI)
- Internet Draft (I-D)
- Internet Experiment Note (IEN)
- TERENA Technical Reports (RTR)

### Legal
- Numeración bates
- Identificador europeo de jurisprudencia (ECLI)
- Lex (URN)

### Publicaciones matemáticas
- Mathematical Reviews number
- Zentralblatt MATH identificador

### Ciencias
- Nombre sistemático

### Transporte
- Códigos de aeropuertos IATA
- Número de Identificación del Servicio Móvil Marítimo
- Número IMO para identificar los buques de navegación marítima
- IMO container codes according to ISO 6346 for shipping containers
- Número de vagones de la UIC
- Marcas americanas de Reporte de marca